# Toulouse Business School
Toulouse Business School (TBS) är en europeisk handelshögskola som verkar i Paris, London, Casablanca, Barcelona och Toulouse. Skolan grundades år 1903 som École Supérieure de Commerce de Toulouse.
År 2015 låg TBS på tionde plats på Financial Times rankinglista av europeiska handelshögskolor. Skolans Executive MBA-program är rankat nummer 100 i världen.
Alla TBS program är internationellt trippelackrediterade av AMBA, EQUIS och AACSB (Association to Advance Collegiate Schools of Business). Bland skolans alumner finns ett antal framstående affärsmän och politiker, som till exempel Nicolas Todt..
Skolan är välkänd för sina examina inom flyget (i samarbete med École nationale de l'aviation civile).